# Nelson Pedetti
Nelson Pedetti (* 7. Februar 1954 in Montevideo) ist ein ehemaliger uruguayischer Fußballspieler. Der Stürmer wurde sowohl in Uruguay als auch in Chile nationaler Meister und war für ein einziges Spiel Nationalspieler.

## Karriere

### Verein
Nelson Pedetti begann seine Profikarriere 1974 beim Racing Club de Montevideo in der Segunda División. Mit dem Klub stieg er in die Primera División auf. 1976 wechselte der Offensivakteur zu Ligakonkurrent Nacional, mit dem er 1977 Meister wurde. 1979 ging Pedetti nach Chile, wo er für den CD Cobreloa auflief. Mit Cobreloa gewann er die Meisterschaft 1980, erlebte aber die erfolgreichen 1980er Jahre des Klubs bei Konkurrenten. 1981 zog es ihn zu Deportes Iquique, 1982 war er bei Deportes Antofagasta und seine letzte Karrierestation war der CD Cobresal. Bei Cobresal spielte er erst in der Primera B, stieg aber sofort in die Primera División auf. 1984 gelang ihm mit Cobresal die Vizemeisterschaft. Nach weiteren guten Platzierungen mit Cobresal beendete Pedetti 1986 seine Profikarriere in der Minenstadt.

### Nationalmannschaft
Für Uruguay absolvierte Pedetti ein Länderspiel. Der Stürmer wurde bei der 0:1-Niederlage in der Copa del Atlántico im Mai 1976 gegen Paraguay in der 80. Spielminute eingewechselt.

## Erfolge
Nacional
- Uruguayischer Meister: 1977

Cobreloa
- Chilenischer Meister: 1980

Cobresal
- Chilenischer Zweitliga-Meister: 1983